# Methylizopropylketon
Methylizopropylketon (systematicky 3-methylbutan-2-on) je organická sloučenina patřící mezi ketony, používaná jako rozpouštědlo. Podobá se methylethylketonu, je ale horším rozpouštědlem a také bývá dražší.